# گوک‌خان سازداغی
گوک‌خان سازداغی (انگلیسی: Gökhan Sazdağı؛ زادهٔ ۲۰ سپتامبر ۱۹۹۴) بازیکن فوتبال اهل ترکیه است.
از باشگاه‌هایی که در آن بازی کرده‌است می‌توان به باشگاه فوتبال مانیسااسپور، باشگاه فوتبال فنرباغچه، و باشگاه ورزشی غازی عینتاب اف.کی اشاره کرد.
وی همچنین در تیم ملی فوتبال Turkey U19 بازی کرده‌است.